# ヴァルデマール・フォン・プロイセン (1889-1945)
ヴァルデマール・フォン・プロイセン（ドイツ語: Waldemar von Preußen, 1889年3月20日 - 1945年5月2日）は、プロイセン王国の王族。プロイセン王子ハインリヒの長男。全名はヴァルデマール・ヴィルヘルム・ルートヴィヒ・フリードリヒ・ヴィクトル・ハインリヒ・プリンツ・フォン・プロイセン（Waldemar Wilhelm Ludwig Friedrich Viktor Heinrich Prinz von Preußen）。

## 生涯
ヴァルデマールは1889年3月20日、ヴィルヘルム2世の弟であるハインリヒとその妃でヘッセン大公ルートヴィヒ4世の娘であるイレーネの間に第1子としてキールで生まれた。ヴァルデマールは母方の曾祖母であるイギリス女王ヴィクトリアに由来する血友病患者であった。
1919年8月14日、ヴァルデマールはリッペ侯子フリードリヒ・ヴィルヘルムの娘であるカリキスタ（1895年 - 1982年）とヘンメルマルク（現シュレースヴィヒ＝ホルシュタイン州レンツブルク＝エッケルンフェルデ郡Barkelsby）で結婚したが、二人の間に子供は生まれなかった。ヘンメルマルクは父のハインリヒがイギリスのマナー・ハウス風の邸宅を建ててドイツ革命後に住んでいた場所で、ハインリヒの墓もある。
第二次世界大戦末期、ヴァルデマール一家はソ連軍を避けてバイエルン州オーバーバイエルン行政管区シュタルンベルク郡のトゥツィンクへ移った。しかしここにはダッハウ強制収容所があり、1945年5月1日に収容所を解放したアメリカ軍が医療施設をすべて接収したため、ヴァルデマールは輸血を受けられなくなって翌5月2日に死去した。